# Sandro Plechaty
Sandro Plechaty (* 24. August 1997 in Lünen) ist ein deutscher Fußballspieler.

## Karriere
Nach seinen Anfängen in der Jugendabteilung des BV Brambauer wechselte er im Sommer 2007 in die Jugendabteilung von Borussia Dortmund. Für seinen Verein bestritt er neun Spiele in der B-Junioren-Bundesliga, bei denen ihm zwei Tore gelangen und am Ende der Saison 2013/14 wurde er mit seinem Verein B-Junioren-Meister. Er war allerdings schon im Winter 2014 in die Jugendabteilung des VfL Bochum gewechselt und bestritt für seinen Verein acht Spiele in der B-Junioren- und 22 Spiele in der A-Junioren-Bundesliga, bei denen ihm insgesamt neun Tore gelangen. Im Sommer 2015 wechselte er in die Jugendabteilung des FC Schalke 04 und bestritt 13 Spiele in der A-Junioren-Bundesliga, bei denen ihm vier Tore gelangen. Im Sommer 2016 wurde er in den Kader der zweiten Mannschaft in der Regionalliga West aufgenommen und blieb dort insgesamt vier Spielzeiten, zwei davon in der Oberliga Westfalen.
Im Sommer 2020 wechselte er dann weiter zum Regionalligakonkurrenten Rot-Weiss Essen. Am Ende der Spielzeit 2021/22 gelang ihm mit seiner Mannschaft der Aufstieg in die 3. Liga. Seinen ersten Profieinsatz hatte er am 23. Juli 2022, dem 1. Spieltag, als er bei der 1:5-Heimniederlage gegen die SV Elversberg in der Startformation stand. Im Sommer 2024 verließ er den Verein nach insgesamt vier Jahren mit 104 Pflichtspielen, neun Treffern und drei Landespokalsiegen wieder und schloss sich im folgenden September nach kurzer Vereinslosigkeit dem SC Weiche Flensburg 08 in der Regionalliga Nord an.

## Privates
Sein Vater Mario war auch Profifußballer (u. a. SG Wattenscheid 09) und ist aktuell Trainer des FC Nordkirchen in der Landesliga Westfalen. Dort spielt momentan auch sein jüngerer Bruder Nico in der Abwehr.

## Erfolge
Borussia Dortmund
- B-Junioren-Meister: 2014

Rot-Weiss Essen
- Meister der Regionalliga West und Aufstieg in die 3. Liga: 2022
- Niederrheinpokalsieger: 2020, 2023, 2024